# Hershey (Pennsylvania)
Hershey ist ein Census-designated place (CDP) innerhalb des Derry Townships im Dauphin County im US-Bundesstaat Pennsylvania. Die Stadt mit (Stand: 2020) 13.858 Einwohnern liegt etwa 20 km östlich von Harrisburg.
Der Ort wird wegen der ansässigen Schokoladenfabrik Hershey Company auch „Chocolatetown, USA“ genannt.

## Geschichte
Das Land, auf dem Hershey heute liegt, wurde im Norden 1741 James Campbell, im Nordwesten 1744 James Galbraith zugeteilt. Das Zentrum wurde John Carver 1761 garantiert, das Bodenpatent dafür wurde aber erst 1878 ausgesprochen. 
Der Bau der Siedlung auf erworbenem Farmland nördlich von Lancaster begann erst 1903 und war 1905 vorerst abgeschlossen. Sie wurde nach dem Gründer Milton S. Hershey benannt, der für seine Arbeiter neben seinem Werk für die Herstellung von Milchschokolade nach Schweizer Rezepten und mit deutschen Maschinen eine Siedlung bauen ließ. Sein Geburtsort Derry Township liegt in der Nähe. Die Gründung einer öffentlichen High School erfolgte 1905. Während der Großen Depression wurden zur Arbeitsbeschaffung touristische Anlagen breit ausgebaut, die vielfach auf Kinder ausgerichtet wurden.

## Bemerkenswert
- Die Hershey Company betreibt auch einen eigenen Freizeitpark, den Hersheypark. Mit über 11 Achterbahnen und einem Wasserpark gehört er zu den bekanntesten Freizeitparks in den Vereinigten Staaten. Ferner existiert mit Hershey’s Chocolate World zudem ein Besucherzentrum, in welchem über das Unternehmen und seine Produktionsabläufe informiert wird und alle Produkte zum Verkauf angeboten werden.

- In Hershey befindet sich der ZooAmerica, der auf die Tierwelt Nordamerikas spezialisiert ist.
- Die 1909 gegründete Milton Hershey School in K 12-Form ist mit über $ 15 Mrd. das vermögendste Internat in den USA. Es hat über 2000 Schüler, die in der Regel aus ärmeren Familien stammen, die Weißen sind in der Minderzahl.[3]
- Das Penn State University College of Medicine ist mit der dem Hershey Medical Center als größtem Lehrhospital verbunden. Daneben gibt es noch eine eigene Kinderklinik.

- Die der American Hockey League angehörende Eishockeymannschaft der Hershey Bears trägt ihre Heimspiele im städtischen Giant Center aus.

## Persönlichkeiten
- Julie Staver (* 1952), Hockeyspielerin
- Michelle Wolf (* 1985), Komikerin
- Scott Eatherton (* 1991), Basketballspieler
- Christian Pulisic (* 1998), Fußballspieler
- Warren Zeiders (* 1999), Country-Rock-Sänger